# Марія фон Вечера
Марія Александрина фон Вечера (нім. Maria Alexandrine von Vetsera; 19 березня 1871, Відень — 30 січня 1889, замок Маєрлінґ) — австрійська дворянка, баронеса, коханка австрійського кронпринца Рудольфа, за однією з версій істориків здійснила разом з ним самогубство в замку Маєрлінґ. За іншою поширеною версією, це було ретельно сплановане політичне вбивство спадкоємця австрійського престолу.

## Біографія
Марія була дочкою (третьою дитиною з чотирьох) австрійського дипломата (з 1870 року барона) Альбіна Вечери і його дружини Гелени Бальтацці.
Кронпринц Рудольф займав розум і серця багатьох австрійських дівчат, і баронеса Марія не була винятком. Вона познайомилася з принцом на кінних перегонах на іподромі Фройденау, і ця зустріч, за свідченням її довіреної особи вчителя французької мови Габріеля Дюбрей, кардинально змінила її поведінку і настрій. Марія говорила про принца з великим натхненням, збирала газетні вирізки і фотографії та ретельно стежила за його життям. Щоб відвернути увагу дочки, мати навіть вирушила з Марією у подорож до Англії. Перша приватна зустріч Вечери та принца відбулася після обміну кількома листами на початку листопада 1888 року у Гофбурзі. Загалом до кінця січня 1889 року, між закоханими відбулося близько двадцяти зустрічей, в підготовці яких брали участь особовий візник кронпринца Йозеф Братфіш, кузина Рудольфа графиня Марія Ларіш та камеристка Марії Вечери — Агнес Ягода.

## Трагедія в Маєрлінґу
28 січня 1889 року кронпринц Рудольф прибув в Маєрлінґ близько 15:30, Марія приїхала в замок пізніше на фіакрі Братфіша. Ніч перед від'їздом до Маєрлінґа кронпринц провів у своєї коханки Міцці Каспар, що підтверджується протоколом агента поліції Флоріана Майснера, який відповідав за охорону кронпринца.
Після виявлення тіл вранці 30 січня у Маєрлінґ був відправлена група лікарів, які констатували смерть Марії в результаті пострілу в голову. Чи стріляла сама Марія, чи Рудольф, чи хтось третій, достеменно невідомо. Марія була похована на кладовищі при монастирі в Гайліґенкройц, за 25 км на північний захід від Відня.
Під час боїв за Відень у 1945 році склеп Марії був зруйнований. Повторне поховання відбулося лише у 1959 році. Експерти стверджують, що слідів смертельного поранення на черепі жінки не спостерігалося.
Існує кілька здогадів щодо події в Маєрлінґу. Одна з них — загибель Марії від невдалого аборту і самогубство Рудольфа, який не переніс трагедії.

## Образ в культурі
Трагедія в Маєрлінґу була покладена в основу ряду художніх творів і фільмів (стрічки Анатоля Літвака з Шарлем Буає, 1936; Жана Деланнуа з Жаном Маре, 1949; Теренса Янга з Омаром Шарифом, 1968, і ін.). Цьому сюжету присвятив баладу Велимир Хлєбніков; в його вірші (1909—1912) «Марія Вечера» постає «слов'янкою», яка вбила господаря замку (на зразок Юдифі). Історія Марії фон Вечери покладена в основу сюжету оперети Імре Кальмана «Маринка».